# Thomas Davey
Pour les articles homonymes, voir Davey.
Thomas Davey (18 octobre 1758 - 2 mai 1823) fut le deuxième vice gouverneur de la Terre de Van Diemen.
On connaît peu de détails sur ses premières années d'existence, mais on sait qu'il servait dans l'armée ou la marine en 1777, et qu'il est allé en Australie en tant qu'enseigne de vaisseau 10 ans après la First Fleet. Il quitta Sydney à la fin de 1792 et au moment de la mutinerie du Nore, en 1797, il était lieutenant de vaisseau et a participé à la bataille de Trafalgar en 1805. En septembre 1811 (il était alors major des marines), grâce à l'appui de Lord Harrowby, il fut nommé vice-gouverneur de Tasmanie (malgré le fait qu'à l'époque, il croupissait dans une prison pour Gentlemen pour dettes) et ne  put donc pas partir jusqu'à juin 1812. On prétend qu'il voulait quitter l'Angleterre sans en informer sa femme, mais celle-ci, ayant eu vent de son départ, se précipita et réussit à monter à bord. Après avoir été informé de son arrivée, Davey se mit dans une rage folle et lança sa perruque contre la cloison. Il arriva à Sydney le 25 octobre 1812 et rencontra le gouverneur Lachlan Macquarie pour y prendre ses ordres. Il resta à Sydney pendant près de quatre mois, et n'arriva pas à Hobart, avant le 20 février 1813. Tous ses biens avaient été perdus en route et Davey rédigea une longue lettre de revendication.
Davey semble n'avoir eu aucune aptitude pour son poste. Il était indolent et sans sens de la dignité, et sombra dans un alcoolisme sévère comme il était de coutume à l'époque. Il faut toujours rappeler son invention du cocktail Blow My Skull, la recette que l'on trouve dans le livre de cuisine coloniale d'Edouard Abbot .
Macquarie reçut une lettre personnelle de la part des autorités lui demandant de surveiller de près Davey, et le 30 avril 1814 il indiqua que sa conduite était très correcte « en dehors du faitqu'il louait des terres à des personnes sans droit… » il avait toutes les raisons de croire qu'il « était honnête et raisonnait bien » mais que son tempérament en faisait un « homme inapte à un poste aussi important ». Près d'un an plus tard, Macquarie fit un nouveau rapport très défavorable sur lui et, en avril 1816, le ministre des colonies, Henry Bathurst, rappela Davey mais dans une lettre à Macquarie suggéra qu'il soit autorisé à démissionner et qu'on lui subventionne l'achat d'une propriété.
Pendant son mandat, Davey fut confronté à l'un des plus grands, des plus audacieux et des plus chanceux bandits de grands chemins de l'histoire australienne, Michael Howe. Davey fut mis en échec et humilié à maintes reprises par les exploits d'Howe. Il signait ses lettres à Davey « Le gouverneur des montagnes »  menaçant de mettre toute la colonie à feu et à sang et Davey craignait un soulèvement général des condamnés.
Davey remit son poste au gouverneur William Sorell, le 9 avril 1817. On lui subventionna l'achat de terres mais il ne réussit pas à les gérer et il s'embarqua pour l'Angleterre depuis Sydney en août 1821. Il mourut le 2 mai 1823. Sa femme et sa fille qui étaient restées en Tasmanie lui survécurent.

## Ouvrages
- Alexander, Alison (editor) (2005)The Companion to Tasmanian History]Centre for Tasmanian Historical Studies, University of Tasmania, Hobart.  (ISBN 1-86295-223-X).
- Robson, L.L. (1983) A history of Tasmania. Volume 1. Van Diemen's Land from the earliest times to 1855, Melbourne, Oxford University Press.  (ISBN 0-19-554364-5)